# Michel Franco
Michel Franco (ur. 28 sierpnia 1979 w mieście Meksyk) – meksykański reżyser, scenarzysta i producent filmowy.

## Życiorys
Jego debiutem fabularnym był film Daniel i Ana (2009). Za swoją drugą fabułę, Pragnienie miłości (2012), otrzymał Nagrodę Główną w sekcji "Un Certain Regard" na 65. MFF w Cannes. 
Kolejny film Franco, Opiekun (2015), był jego anglojęzycznym debiutem, a w rolę główną wcielił się w nim Tim Roth. Obraz ten, opowiadający o pielęgniarzu zajmującym się nieuleczalnie chorymi pacjentami, zdobył nagrodę za najlepszy scenariusz na 68. MFF w Cannes.
Ostatnie filmy Franco również cieszyły się uznaniem i zdobywały ważne nagrody filmowe. Córki Abril (2017) otrzymały Nagrodę Jury w sekcji "Un Certain Regard" na 70. MFF w Cannes. Nowy porządek (2020) zdobył zaś drugą nagrodę w konkursie głównym, czyli Grand Prix, na 77. MFF w Wenecji.
Zasiadał w jury konkursu głównego na 74. MFF w Wenecji (2017).